# Яворський Павло
Отець Павло Яворський (1816 — 20 грудня 1878, с. Башня) — греко-католицький священик, довголітній парох с. Башня Чесанівського повіту (нині с. Башня Долішня, Любачівський повіт, Польща). Декан УГКЦ. Посол до Галицького сейму в 1870—1876 роках (обраний на додаткових виборах від IV курії округу Любачів — Чесанів; входив до складу «Руського клубу»).
Висвячений на священика у 1843 році. Працював сотрудником на парафіях в с. Руда лісна (1843—1847) і в Перемишльському греко-католицькому катедральному храмі (1847—1849). Від 1849 року — парох в селі Башня. Адміністратор (1853—1868) і декан (1868—1869) Любачівського деканату Перемишльської греко-католицької єпархії.
Помер 20 грудня 1878 року в с. Башня.